# الكويت في الألعاب الآسيوية 2006
شاركت الكويت في دورة الألعاب الآسيوية الخامسة عشرة التي أقيمت في الدوحة، قطر من 1 إلى 15 ديسمبر 2006. واحتلت الكويت المركز السابع عشر برصيد 6 ميداليات ذهبية في هذه النسخة من الألعاب الآسيوية.